# Cratere Fadir
Fadir è un cratere sulla superficie di Callisto.